# 衛藤公雄
衛藤公雄(1924年9月28日—2012年12月24日)，日本箏曲音樂家。

## 人生經歷
衛藤公雄為日本大分縣人。自幼失明，但在日本筝的演奏上才華洋溢，拜入宫城道雄門下後，年僅十四歲即成為「師匠」。
1953年赴美發展，是繼江藤俊哉後第二位登上紐約卡內基演奏廳演出的日本人，也是首位於林肯表演藝術中心發表獨奏音樂會的亞洲人。
1965年返日，1971年更名為衛藤幸明，1984年又將姓名改回為衛藤公雄。
2012年12月24日，因罹患肺炎過世 ，享壽88歲。

## 代表作品
- 祝典（日本箏尺八二重奏）
- 春の姿
- 思い出
- 潮流

## CD
- 『奇蹟の爪音 箏のレジェンド──衛藤公雄』日本伝統文化振興財団 (2016/11/9)

## 脚注
1. ↑  . 朝日新聞. 2012-12-25  [2017-11-11]. （原始内容存档于2017-11-11）.
2. ↑  . 日本経済新聞. 2012-12-26  [2017-11-11]. （原始内容存档于2018-07-31）.

## 外部連接
- 生田衛藤流
- 衛藤公雄（経歴）